# نيلز كريستيان هولمستروم
نيلز كريستيان هولمستروم (23 فبراير 1947

 في كوبنهاغن) (بالفرنسية: Niels-Christian Holmstrøm)‏ لاعب ومدرب كرة قدم دنماركي معتزل كان يجيد اللعب في مركز المهاجم وحاليا يشغل منصب رئيس نادي كوبنهاغن بولدكلوب ومستشار خاص لنادي كوبنهاغن .
لعب هولمستروك في أندية كوبينهاغن بولدكلوب (1967-1969) أدو دين هاغ (1969-1970) هارلم (1970-1971) كوبينهاغن بولدكلوب مجددا (1971-1974) بوردو (1974-1977) .
ساهم هولمستروم في تتويج نادي كوبينهاغن بولدكلوب ببطولة دوري الدرجة الأولى مرتين موسمي 1967/1968 و1973/1974 وكأس الدنمارك موسم 1968/1969 .
أما على المستوى الشخصي فقد توج هولمستروم هدافا لبطولة دوري الدرجة الأولى الدنماركي مرتان موسمي 1967/1968 برصيد 23 هدف و1973/1974 برصيد 24 هدف . كما تم اختياره أفضل لاعب دنماركي لسنة 1974 .
شارك هولمستروم مع منتخب الدنمارك في 15 مباراة دولية مسجلا 4 أهداف في الفترة من 1968 إلى 1976 .
تولى هولمستروم تدريب أندية كاستروب (1978-1979) ب 1903 (1980-1983) كوبنهاغن بولدكلوب (1984-1986) كوبنهاغن (2001) .
تم اختيار هولمستروم أفضل مدرب دنماركي لسنة 1979 .

## روابط خارجية
- نيلز كريستيان هولمستروم على موقع IMDb (الإنجليزية)
- نيلز كريستيان هولمستروم على موقع قاعدة بيانات كرة القدم.إي يو (الإنجليزية)
- نيلز كريستيان هولمستروم على موقع ناشيونال فوتبول تيمز (الإنجليزية)